# Аграновский, Давид Самойлович
Давид Самойлович Аграновский (1890—1953) — советский оперный певец (тенор), Заслуженный артист РСФСР (1934).

## Биография
Родился 20 марта (1 апреля) 1890 года в городе Ромны Полтавской губернии в еврейской семье, отец работал на мыловаренном заводе.
Окончил школу и Кобелякское коммерческое училище, где начал петь. В 1911 году выступал в передвижном оперном коллективе в Полтаве. В этом же году поехал в Москву и был принят в труппу частной оперы С. Зимина, но через год вернулся в Полтаву. В 1914 году Аграновский поступил на вокальное отделение Петроградской консерватории, которую окончил в 1919 году (класс С. Габеля). Одновременно с учёбой пел в Театре музыкальной драмы и выступал в концертах.
Д. С. Аграновский был солистом Свердловского театра оперы и балета почти двадцать лет, с 1921 по 1944 годы (с перерывами), дебютировав в сезоне 1921/22 годов в Радамеса в «Аиде». В его репертуаре было порядка сорока партий, лучшими среди которых явились — Собинин («Жизнь за царя» М. Глинки), Самозванец («Борис Годунов» М. Мусоргского), Левко («Майская ночь» Н. Римского-Корсакова), Садко («Садко» Н. Римского-Корсакова), Радамес («Аида» Дж. Верди), Герман («Пиковая дама» П. Чайковского). Пел вместе с Фатьмой Мухтаровой и Маргаритой Глазуновой.
Аграновский оставил сцену в 1944 году в результате тяжелой болезни, приковавшей его к постели. Умер 12 октября 1953 года в Свердловске, был похоронен на Михайловском кладбище.